# Orchestre symphonique Bienne Soleure
L'Orchestre Symphonique Bienne Soleure (OSBS) est un orchestre symphonique suisse basé à Bienne et Soleure fondé il y a 50 ans. Fortement influencé par le travail avec les chefs d’orchestre suisses Armin Jordan et Jost Meier, l’OSBS est dirigé par Kaspar Zehnder depuis la saison 2012/2013.

## Histoire
Les concerts symphoniques à Bienne et à Soleure constituent le travail principal de l’orchestre. Attentif à ne jamais négliger les grandes œuvres du répertoire, l’Orchestre Symphonique Bienne Soleure a fait preuve, depuis ses débuts, d’un intérêt marqué pour la musique contemporaine comme l'atteste la liste importante des créations : œuvres d’Edward Rushton, Urs Peter Schneider, Cécile Marti, Jean-Luc Darbellay, Daniel Andres, Alfred Schweizer, Hanns Eisler... et les opéras de Christian Henking, Jost Meier, Martin Derungs, Martin Markun, Benjamin Schweitzer…
En plus des concerts symphoniques, l’OSBS se produit sur la scène lyrique au Théâtre Orchestre Bienne Soleure.
La reconnaissance de l’Orchestre Symphonique Bienne Soleure, se laisse mesurer aux grands noms qu’il ne cesse de rencontrer : Lawrence Foster, Matthias Bamert, Nathalie Stutzmann, Augustin Dumay, José van Dam, Arabella Steinbacher, Heinz Holliger, Milan Horvat, Maxim Vengerov, Marcello Viotti, Gábor Takács-Nagy, Natalia Gutmann, Louis Lortie, Patricia Kopatchinskaja, Misha Maisky, Feng Ning, Renaud et Gautier Capuçon, Giovanni Bellucci... sont autant de preuves de confiance et de haute exigence artistique.
L’orchestre a souvent l’honneur des festivals suisses et internationaux : l’« Été de Carinthie » et le « Feldkirch Festival » en Autriche, Music Chapel Festival de Bruxelles, Festival International de musique de Besançon, Festival Martinů de Bâle, Musikfestival de Berne, Murten Classics...
Les divers enregistrements de l'Orchestre symphonique Bienne Soleure ont eu les honneurs de la critique, et depuis 2015 une nouvelle série d’enregistrements, autour des compositeurs romantiques peu connus, comme Robert Radecke, Ferdinand Thieriot, Josef Rheinberger et Robert Volkmann est en préparation pour le label CPO, ou Outhere Music.

## Créations (sélection)
Œuvres pour orchestre
- Jean-Luc Darbellay : Concertos pour clarinette basse, flute et cor / «Belena» Concerto mélodramatique pour une récitante et orchestre avec un texte de François Debluë (une lettre fictive de Robert Walser sur Jean-Jacques Rousseau) et un monologue stimulant et réfléchi de Guy Krneta
- Andreas Pflüger : Double concertos pour bandonéon et clavecin
- Philippe Fénelon : Airs pour concert
- Edward Rushton : «The City»
- Urs Peter Schneider : «Achtsamkeit» / «Amen»
- Hermann Meier : Kleine Elegie / Fünftes Orchesterstück
- Jost Meier : Suite Concertante / «Bieler Stadtratssitzung» / «Adullam» / Concerto pour violoncelle
- Stefans Grové : «Figures in the mist»
- Daniel Andres : Concerto pour violoncelle et orchestre / Concerto pour violon / Sonata pour 18 cordes / «…alors la nuit se change en lumière» / Sinfonietta / Orchesterstücke 1, 2, 3 / Concerto pour piano
- John Glenesk Mortimer : «The Ancient Mariner»
- Hanns Eisler : Musique pour le film «Grapes of Wrath»
- Farangis Nurulla-Khoja : Incandescence
- Marco Antonio Pérez-Ramirez : Double concerto pour violoncelle, piano et orchestre

Opéras
- Daniel Andres : «Die Nachtigall der Tausend Geschichten»
- Jost Meier : «Pilger und Fuchs» / «Marie und Robert»
- Martin Derungs et Martin Markun : «Anna Göldi»
- Benjamin Schweitzer : «Jakob von Gunten»
- Christian Henking : «Figaro¿»

## Discographie
- Schindler's List, Alexandre Da Costa (violon), Thomas Rösner (dir.) - œuvres de John Williams et Ernest Bloch, ATMA Classique ACD2 2579
- Max Bruch, Alexandre Da Costa (violon), Gilad Karni (alto), Thomas Rösner (dir.) - œuvres de Max Bruch, Guild GMCD 7338
- Haydn Arias, Jane Archibald (soprano), Thomas Rösner (dir.) - œuvres de Joseph Haydn, ATMA Classique ACD2 2664
- Robert Radecke: Œvres pour orchestre, Kaspar Zehnder (dir.) - œuvres de Robert Radecke, CPO